# Битка код Навас де Толоса
Битка код Навас де Толоса вођена је 16. јула 1212. године између снага Алмохадског калифата са једне и снага уједињних слободних шпанских држава са друге стране. Једна је од најзначајнијих битака реконкисте, а завршена је победом хришћана.

## Битка
У тежњи за даљим освајањима на Иберијском полуострву, алмохадски калиф Мухамед ибн Јакуб ел Насир искрцао се 1211. године у Севиљу. Пратиле су га изабране афричке трупе којима је пришла и Андалузија. Наредне године, Мухамед се сусрео са уједињеним снагама Кастиље, Арагона, Наваре и крсташа из Немачке и Француске, код села Навас де Толоса, јужна Шпанија, провинција Хаен. Шпанци су три дана избегавали да крену у битку. Коначно, 16. јула прелазе у напад. Надмоћније снаге алмохадског калифе претиле су да опколе главнину хришћанске армије, а ангажовањем коњице опасност је претила и центру. Када се средила, пошла је на јуриш последња шпанска линија која је била састављена од витезова - тешких коњаника. Арапско наоружање је против њих било немоћно. Десно крило Алфонса VIII под командом наварског краља Санче VII, заобишавши поприште битке, излази на доминирајућа узвишења иза леђа непријатељу. Одатле се сручило на противника. Изненадан јуриш тешких коњаника и напад са леђа изазвао је панику међу Алмохадима. Мухамедове снаге су претрпеле потпуни пораз. Победом код Навас де Толоса, Шпанцима је отворен пут ка јужној Шпанији.